# کریستیان هوفمان
کریستیان هوفمان (انگلیسی: Christian Hoffmann؛ زادهٔ ۲۲ دسامبر ۱۹۷۴) اسکی‌باز صحرانوردی اهل اتریش است.